# Branimir Petrović
Branimir Petrović (26 de junho de 1982) é um futebolista profissional sérvio que atua como meia.

## Carreira
Branimir Petrović representou a Seleção Servo-Montenegrina de Futebol nas Olimpíadas de 2004.